# 阿哈爾-巴納什文化
阿哈爾－巴納什文化（Ahar-Banas culture）位於印度的拉賈斯坦邦南部，約從公元前3000至公元前1500年，與毗鄰的印度河流域文明在時間上有相當地重疊。
這個文化的人已經進入了紅銅時代，會開採位於印度西北部山區的銅礦，並用來製作斧頭或其他工藝品。同時，他們擁有一定規模的農業，作物包括小麥和大麥。